# Sowjetarmee-Pokal 1949
Der Sowjetarmee-Pokal 1949 war die neunte Austragung des Pokalwettbewerbs im Fußball in Bulgarien. Pokalsieger wurde SK Lewski Sofia. Das Team setzte sich nach drei Finalspielen gegen CDNV Sofia durch.

## Modus
In allen Runden wurde der Sieger in einem Spiel ermittelt. Stand es nach der regulären Spielzeit von 90 Minuten unentschieden, kam es zur Verlängerung von zweimal 15 Minuten. Falls danach immer noch kein Sieger feststand, wurde das Spiel wiederholt.

## Teilnehmer
| - Benkowski Widin - Botew Burgas - Botew Warna - CDNV Sofia - Partizan Jambol | - SK Lewski Sofia - Lokomotive Sofia - Marek Dupniza - Rudnitschar Pernik - Septemwri Plewen | - Slawia Plowdiw - Slawia Sofia - Spartak Pasardschik - Spartak Sofia - Spartak Warna |

## Achtelfinale
|                     | Ergebnis  |                  |
| ------------------- | --------- | ---------------- |
| Partizan Jambol     | 0:4       | CDNV Sofia       |
| Spartak Pasardschik | 1:4       | SK Lewski Sofia  |
| Spartak Warna       | 0:1       | Spartak Sofia    |
| Botew Burgas        | 2:1       | Lokomotive Sofia |
| Septemwri Plewen    | 2:1       | Slawia Plowdiw   |
| Rudnitschar Pernik  | 2:1       | Botew Warna      |
| Marek Dupniza       | 0:0 n. V. | Slawia Sofia     |
| Benkowski Widin     | Freilos   |                  |

### Wiederholungsspiel
|               | Ergebnis |              |
| ------------- | -------- | ------------ |
| Marek Dupniza | 0:2      | Slawia Sofia |

## Viertelfinale
|                  | Ergebnis  |                    |
| ---------------- | --------- | ------------------ |
| CDNV Sofia       | 1:1 n. V. | Spartak Sofia      |
| SK Lewski Sofia  | 7:0       | Rudnitschar Pernik |
| Slawia Sofia     | 4:0       | Benkowski Widin    |
| Septemwri Plewen | 3:1       | Botew Burgas       |

### Wiederholungsspiel
|            | Ergebnis |                |
| ---------- | -------- | -------------- |
| CDNV Sofia | 3:2      | Spartak Sofia' |

## Halbfinale
|                  | Ergebnis |              |
| ---------------- | -------- | ------------ |
| Septemwri Plewen | 4:6      | CDNV Sofia   |
| SK Lewski Sofia  | 1:0      | Slawia Sofia |

## Finale
| Paarung         | SK Lewski Sofia – CDNV Sofia |
| Ergebnis        | 1:1 n. V., (1:1, 0:1) |
| Datum           | 8. Mai 1949 |
| Stadion         | Junak-Stadion, Sofia |
| Zuschauer       | 35.000 |
| Schiedsrichter  | Todor Stojanow |
| Tore            | 0:1 Stefan Stefanow (6.) 1:1 Kostadin Georgiew (81.) |
| SK Lewski Sofia | Apostol Sokolow – Stefan Metodiew , Iwan Dimtschew, Amedeo Klewa – Kostantin Georgiew, Dimitar Deutschinow, Borislaw Zwetkow, Wassil Spassow, Georgi Patschedschiew, Ljubomir Chranow     |
| CDNV Sofia      | Panko Georgiew – Borislaw Futekow, Boris Trankow , Dimitar Zwetkow – Atanas Zanow, Manol Manolow – Dimitar Milanow, Kostadin Blagoew, Stefan Boschkow, Gantscho Wassilew, Stefan Stefanow |

### 1. Wiederholungsspiel
| Paarung         | SK Lewski Sofia – CDNV Sofia |
| Ergebnis        | 2:2 n. V., (2:2, 0:1) |
| Datum           | 16. Mai 1949 |
| Stadion         | Junak-Stadion, Sofia |
| Zuschauer       | 35.000 |
| Schiedsrichter  | Stefan Dantschew |
| Tore            | 0:1 Kiril Bogdanow (36.) 0:2 Dimitar Milanow (51.) 1:2 Arsen Dimitrow (56.) 2:2 Arsen Dimitrow (59.)                                                                                       |
| SK Lewski Sofia | Apostol Sokolow – Atanas Dinew, Iwan Dimtschew , Amedeo Klewa – Kostantin Georgiew, Angel Petrow, Borislaw Zwetkow, Wassil Spassow, Georgi Kardaschew, Ljubomir Chranow, Arsen Dimitrow    |
| CDNV Sofia      | Panko Georgiew – Borislaw Futekow, Boris Trankow , Dimitar Zwetkow – Nikola Aleksiew, Manol Manolow – Dimitar Milanow, Gantscho Wassilew, Stefan Stefanow, Stefan Boschkow, Kiril Bogdanow |

### 2. Wiederholungsspiel
| Paarung         | SK Lewski Sofia – CDNV Sofia |
| Ergebnis        | 2:1 n. V., (1:1, 0:1) |
| Datum           | 17. Mai 1949 |
| Stadion         | Junak-Stadion, Sofia |
| Zuschauer       | 35.000 |
| Schiedsrichter  | Stefan Dantschew |
| Tore            | 0:1 Nikola Boschilow (2., Elfmeter) 1:1 Wassil Spassow (78.) 2:1 Arsen Dimitrow (113.) |
| SK Lewski Sofia | Apostol Sokolow – Stefan Metodiew , Iwan Dimtschew, Amedeo Klewa – Kostantin Georgiew, Dragan Georgiew – Borislaw Zwetkow, Wassil Spassow, Georgi Kardaschew, Georgi Patschedschiew, Arsen Dimitrow |
| CDNV Sofia      | Panko Georgiew – Manol Manolow, Boris Trankow, Borislaw Futekow – Atanas Zanow, Nako Tschakmakow – Dimitar Milanow, Stojne Minew, Stefan Boschkow, Nikola Boschilow, Stefan Stefanow                |